# Hori Takafumi
Takafumi Hori (sinh ngày 10 tháng 9 năm 1967) là một cầu thủ bóng đá người Nhật Bản.

## Sự nghiệp câu lạc bộ
Takafumi Hori đã từng chơi cho Toshiba, Urawa Reds và Shonan Bellmare.

## Thống kê câu lạc bộ

### J.League
| Đội                | Năm       | J.League | J.League | J.League Cup | J.League Cup | Tổng cộng | Tổng cộng |
| Đội                | Năm       | Trận     | Bàn      | Trận         | Bàn          | Trận      | Bàn       |
| ------------------ | --------- | -------- | -------- | ------------ | ------------ | --------- | --------- |
| Urawa Reds         | 1992      | -        | -        | 7            | 2            | 7         | 2         |
| Urawa Reds         | 1993      | 27       | 0        | 5            | 0            | 32        | 0         |
| Urawa Reds         | 1994      | 41       | 1        | 2            | 0            | 43        | 1         |
| Urawa Reds         | 1995      | 31       | 2        | -            | -            | 31        | 2         |
| Urawa Reds         | 1996      | 26       | 4        | 10           | 0            | 36        | 4         |
| Urawa Reds         | 1997      | 29       | 3        | 8            | 2            | 37        | 5         |
| Urawa Reds         | 1998      | 4        | 1        | 4            | 0            | 8         | 1         |
| Bellmare Hiratsuka | 1999      | 30       | 3        | 2            | 0            | 32        | 3         |
| Shonan Bellmare    | 2000      | 32       | 3        | 0            | 0            | 32        | 3         |
| Shonan Bellmare    | 2001      | 33       | 1        | 1            | 0            | 34        | 1         |
| Tổng cộng          | Tổng cộng | 253      | 18       | 39           | 4            | 292       | 22        |